# Юнацька збірна Мальти з футболу (U-17)
Юнацька збірна Мальти з футболу (мальт. Tim nazzjonali tal-futbol ta' Malta ta' taħt id-17-il sena) — національна футбольна збірна Мальти гравців віком до 17 років, яка контролюється Футбольною асоціацією Мальти.
Наразі ця збірна жодного разу не потрапляла до фінальної стадії юнацького чемпіонату Європи чи світу. 2014 року збірна вперше взяла участь у домашньому чемпіонаті Європи серед однолітків як господар турніру.